# Ogyges laevissimus
Ogyges laevissimus es una especie de coleóptero de la familia Passalidae.

## Distribución geográfica
Habita en Nicaragua y Guatemala.